# Державна геодезична мережа України
Держа́вна геодези́чна мере́жа Украї́ни — це сукупність пунктів мережі, рівномірно розміщених на території України і закріплених на місцевості спеціальними центрами, які забезпечують їх збереження та стійкість у плані та за висотою протягом тривалого часу. Складається з астрономо-геодезичної мережі (АГМ) та опорної геодезичної мережі (мережі згущення).
Створення Державної геодезичної мережі України на основі традиційних методів тріангуляції, трилатерації, полігонометрії, нівелювання (геометричного нівелювання) було майже завершено до початку 90-х років XX ст .

## Склад
Сучасна[коли?] АГМ України налічує 5933 пункти 1 і 2 класів точності, 108 базисів, 256 астрономічних пунктів Лапласа з визначеними на них координатами й азимутами.
Пункти Лапласа визначено в усіх вершинах полігонів, що утворені ланками тріангуляції 1 класу. Астрономічні пункти визначено також у кожній ланці 1 класу, а в суцільних мережах тріангуляції 1 класу (Західна Україна) — приблизно через 10 сторін.
У мережах 2 класу пункти Лапласа визначено на кінцях базисних сторін, їх кількість у полігонах, утворених ланками 1 класу, становить 1-5.
На території України на аркуш карти масштабу 1:1 000 000 припадає в середньому 50 астропунктів (від 35 до 70). У місцях стику ланок тріангуляції 1 класу було виміряно базисні сторони або базисні мережі, побудовані для визначення довжини вихідної сторони, що замінює базисну сторону.
Базиси в мережах тріангуляції 2 і 3 класу розташовані не рідше, ніж через 25 трикутників. У полігонах, утворених ланками тріангуляції 1 класу, визначено від 1 до 6 базисів. На аркуш карти масштабу 1:1000000 в астрономо-геодезичній мережі припадає від 20 до 30 базисів (базисних сторін 1 і 2 класів).
Точність визначення взаємного положення сусідніх пунктів АГМ становить приблизно 10 см. Завершення зрівноваження дасть змогу використовувати точніші координати.
Пунктів тріангуляції, трилатерації та полігонометрії 3 і 4 класів на території України майже 19 800. Середня густота пунктів Державної геодезичної мережі України 1—4 класів становить один пункт на 30,5 квадратних кілометрів. На території Донецької, Луганської і Запорізької областей — один пункт на 5—10 кв. км.

## Нівелірна мережа України
Складається з 28 полігонів 1 класу загальною довжиною ліній 12,6 тис. км, а периметр полігонів 1 класу сягає 750 км. Лінії нівелювання 2 класу утворюють 70 полігонів загальною довжиною 10 800 км. Периметр полігонів нівелювання 2 класу сягає 480 км. Будь-яка точка, розташована на території України, віддалена від ліній нівелювання 1 і 2 класів не далі, ніж на 40 км. Загальна довжина ліній нівелювання 3 класу становить 6022 км, а 4 класу — близько 300 000 км.

## Гравіметрична мережа
Гравіметрична мережа 1 класу на території України становить один пункт на 110 км². В Україні є один фундаментальний гравіметричний пункт, 14 пунктів-супутників, на яких визначено абсолютне значення прискорення сили ваги з точністю не гірше ±0,01 мГал, і 54 пункти 1 класу, на яких визначено відносне значення прискорення сили ваги з точністю 0,01±0,04 мГал. Гравіметричним зніманням у масштабі 1:1 000 000 охоплено всю територію України з густотою один пункт на 80-110 кв.км, включаючи акваторію Чорного моря.

## Подальший розвиток
Основні положення створення Державної геодезичної мережі України, що окреслюють загальні вимоги до принципів побудови і модернізації Державної геодезичної мережі України, обстеження та оновлення її пунктів і математичного опрацювання результатів вимірювань, розроблено Укргеодезкартографією та затверджено Кабінетом Міністрів України. Основні положення передбачають виконання робіт із використанням супутникових радіонавігаційних систем (GPS), комп'ютерних технологій.